# Phi2 Orionis
Phi2 Orionis (φ2 Ori / φ2 Orionis) è una stella gigante arancione di magnitudine 4,09 situata nella costellazione di Orione. Dista 116 anni luce dal sistema solare. È conosciuta anche con il nome di Khad Posterior.

## Osservazione

Khad Posterior è la stella in basso a sinistra dell'immagine.

Si tratta di una stella situata nell'emisfero celeste boreale, ma molto in prossimità dell'equatore celeste; ciò comporta che possa essere osservata da tutte le regioni abitate della Terra senza alcuna difficoltà e che sia invisibile soltanto nelle aree più interne del continente antartico. Nell'emisfero nord invece appare circumpolare solo molto oltre il circolo polare artico. Essendo di magnitudine 4,1, la si può osservare anche dai piccoli centri urbani senza difficoltà, sebbene un cielo non eccessivamente inquinato sia maggiormente indicato per la sua individuazione.
Il periodo migliore per la sua osservazione nel cielo serale ricade nei mesi compresi fra fine ottobre e aprile; da entrambi gli emisferi il periodo di visibilità rimane indicativamente lo stesso, grazie alla posizione della stella non lontana dall'equatore celeste.

## Caratteristiche fisiche
La stella è una gigante arancione; possiede una magnitudine assoluta di 1,33 e la sua velocità radiale positiva indica che la stella si sta allontanando dal sistema solare.